# ATP World Tour 2011

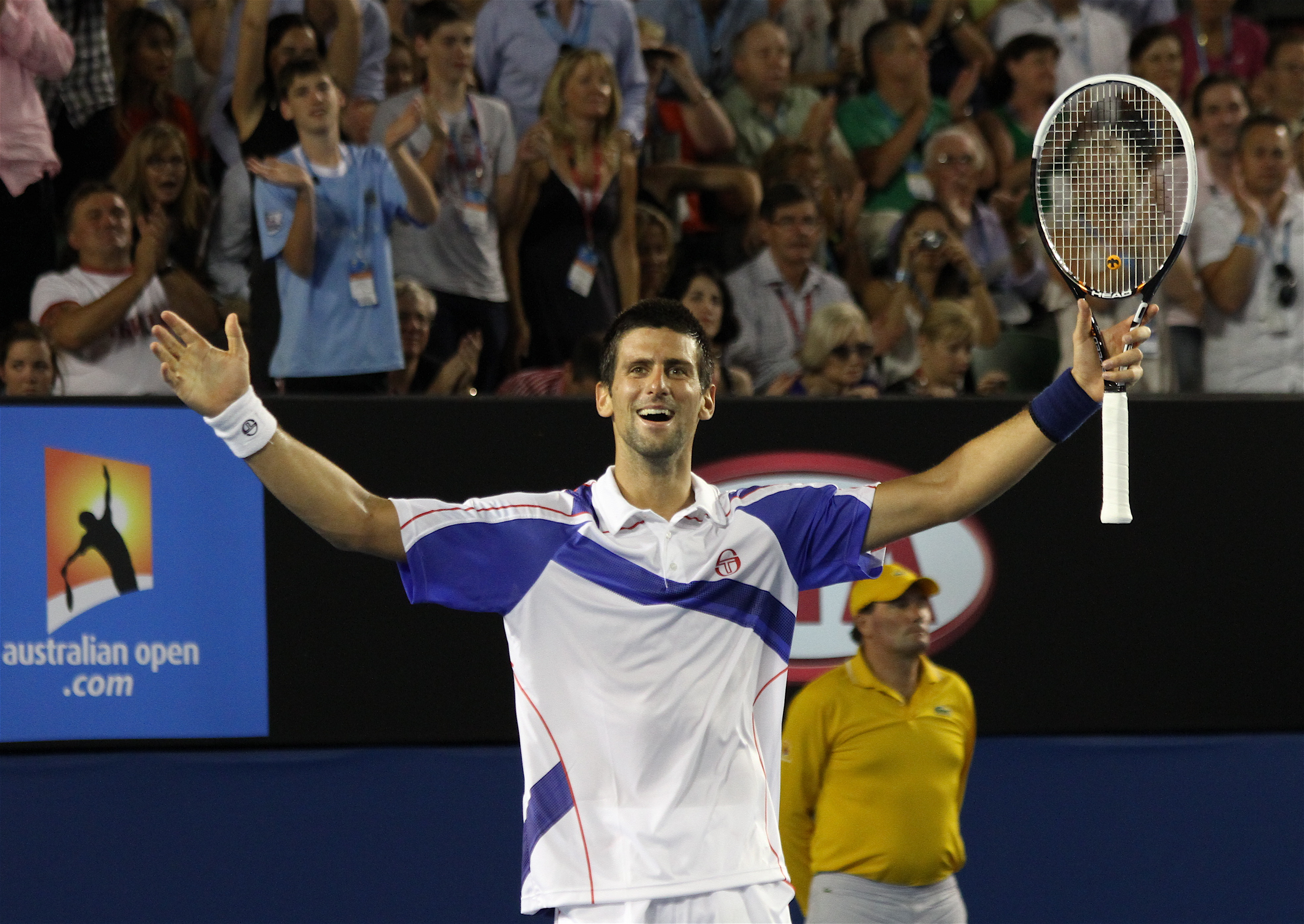
Il protagonista assoluto della stagione è Novak Đoković, che infila una serie di 43 vittorie consecutive durante la stagione. Diventa il nuovo nº1 del mondo e finirà la stagione vincendo ben 10 titoli, su 11 finali. Vince anche gli Australian Open, Wimbledon e lo US Open, divenendo il quinto tennista nella storia a vincere 3 dei 4 major nella stessa stagione. Vince anche 5 master 1000, diventando l'unico giocatore nella storia a vincere 5 master 1000 nella stessa stagione (lo stesso Novak batterà il record nel 2015, vincendone 6)

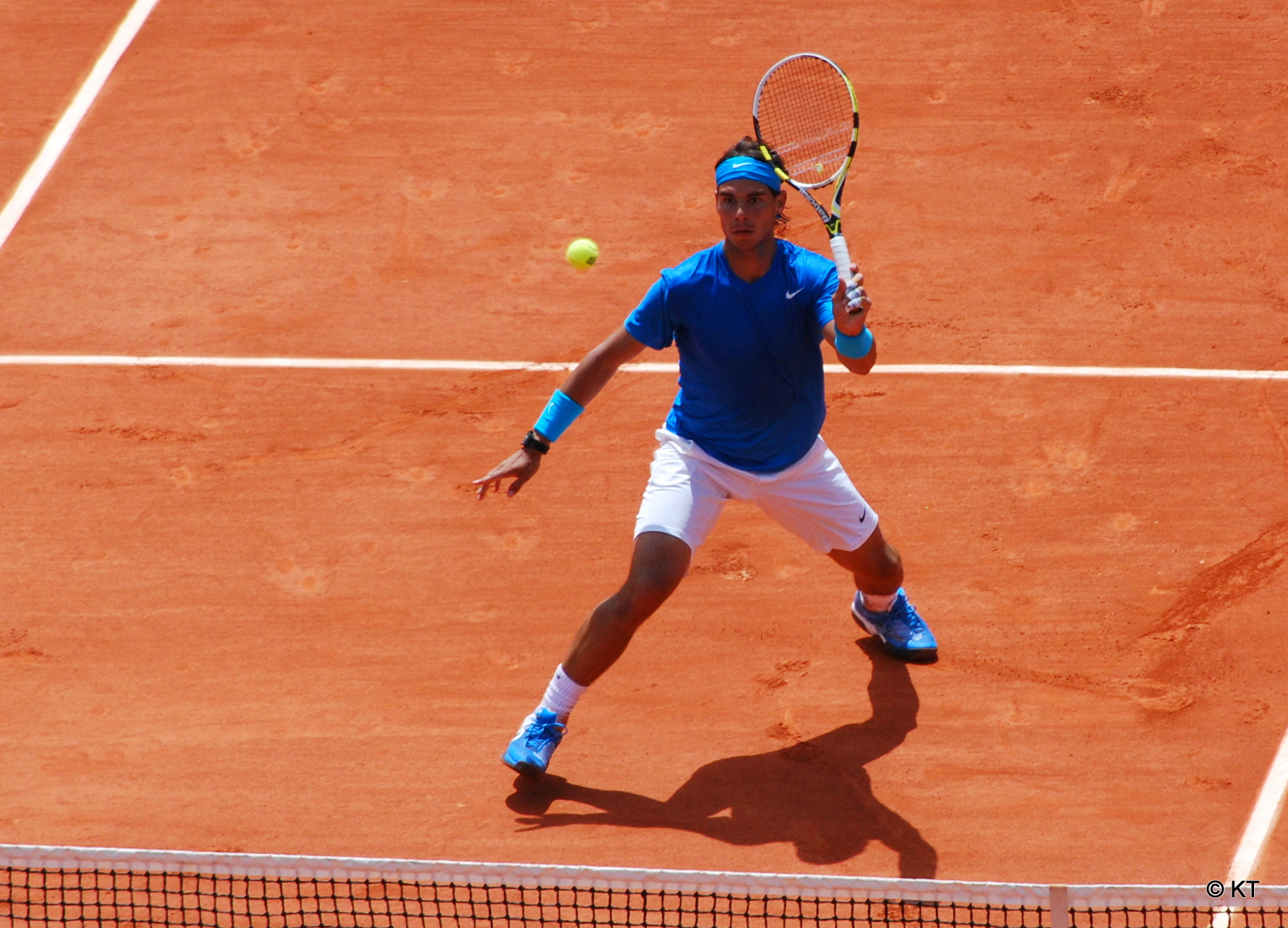
Lo spagnolo Rafael Nadal vince il Roland Garros numero 6, pareggiando il record di Bjorn Borg. Arriva in finale sia a Wimbledon sia agli US Open, ma verrà sconfitto entrambe le volte da Djokovic.

L'ATP World Tour 2011 è stato un insieme di tornei organizzati dall'ATP divisi in quattro categorie: tornei del Grande Slam, Masters 1000, 500 e 250. A questi sono stati aggiunti anche la Coppa Davis, l'ATP World Tour Finals e la Hopman Cup. Gli Slam, la Coppa Davis e gli eventi a squadre sono stati organizzati dalla ITF.

## Calendario
Questo è il calendario completo degli eventi del 2011, con i risultati in progressione dai quarti di finale.
Legenda
| Grande Slam                 |
| ATP World Tour Finals       |
| ATP World Tour Masters 1000 |
| ATP World Tour 500          |
| ATP World Tour 250          |
| Torneo a squadre            |

### Gennaio
| Settimana             | Torneo | Campioni                                          | Finalisti                       | Semifinalisti                                               | Eliminati ai quarti                                                     |
| --------------------- | --- | ------------------------------------------------- | ------------------------------- | ----------------------------------------------------------- | ----------------------------------------------------------------------- |
| 3 gennaio             | Hopman Cup 2011 Perth, Australia Hopman Cup 1 000 000 A$ - Cemento indoor - 8 squadre (RR)                                        | Stati Uniti 2-1                                   | Belgio                          | Perdenti Round Robin (Gruppo A) Serbia Australia Kazakistan | Perdenti Round Robin (Gruppo B) Regno Unito Italia Francia              |
| 3 gennaio             | Brisbane International 2011 Brisbane, Australia ATP World Tour 250 372 500 $ - Cemento - 32S/32Q/16D Singolare - Doppio           | Robin Söderling 6-3, 7-5                          | Andy Roddick                    | Radek Štěpánek Kevin Anderson                               | Matthew Ebden Florian Mayer Santiago Giraldo Marcos Baghdatis           |
| 3 gennaio             | Brisbane International 2011 Brisbane, Australia ATP World Tour 250 372 500 $ - Cemento - 32S/32Q/16D Singolare - Doppio           | Lukáš Dlouhý Paul Hanley 6-4, rit.                | Robert Lindstedt Horia Tecău    | Radek Štěpánek Kevin Anderson                               | Matthew Ebden Florian Mayer Santiago Giraldo Marcos Baghdatis           |
| 3 gennaio             | Aircel Chennai Open 2011 Chennai, India ATP World Tour 250 398 250 $ - Cemento - 32S/32Q/16D Singolare - Doppio                   | Stan Wawrinka 7–5, 4–6, 6–1                       | Xavier Malisse                  | Tomáš Berdych Janko Tipsarević                              | Blaž Kavčič Robin Haase Björn Phau Kei Nishikori                        |
| 3 gennaio             | Aircel Chennai Open 2011 Chennai, India ATP World Tour 250 398 250 $ - Cemento - 32S/32Q/16D Singolare - Doppio                   | Mahesh Bhupathi Leander Paes 6–2, 6(3)–7, [10–7]  | Robin Haase David Martin        | Tomáš Berdych Janko Tipsarević                              | Blaž Kavčič Robin Haase Björn Phau Kei Nishikori                        |
| 3 gennaio             | Qatar ExxonMobil Open 2011 Doha, Qatar ATP World Tour 250 1 024 000 $ - Cemento - 32S/32Q/16D Singolare - Doppio                  | Roger Federer 6-3, 6-4                            | Nikolaj Davydenko               | Rafael Nadal Jo-Wilfried Tsonga                             | Ernests Gulbis Ivo Karlović Guillermo García López Viktor Troicki       |
| 3 gennaio             | Qatar ExxonMobil Open 2011 Doha, Qatar ATP World Tour 250 1 024 000 $ - Cemento - 32S/32Q/16D Singolare - Doppio                  | Marc López Rafael Nadal 6-3, 7–6(4)               | Daniele Bracciali Andreas Seppi | Rafael Nadal Jo-Wilfried Tsonga                             | Ernests Gulbis Ivo Karlović Guillermo García López Viktor Troicki       |
| 10 gennaio            | Medibank International 2011 Sydney, Australia ATP World Tour 250 372 500 $ - Cemento - 28S/32Q/16D Singolare - Doppio             | Gilles Simon 7-5, 7–6(4)                          | Viktor Troicki                  | Ernests Gulbis Florian Mayer                                | Aleksandr Dolhopolov Serhij Stachovs'kyj Richard Gasquet Potito Starace |
| 10 gennaio            | Medibank International 2011 Sydney, Australia ATP World Tour 250 372 500 $ - Cemento - 28S/32Q/16D Singolare - Doppio             | Lukáš Dlouhý Leander Paes 6(6)–7, 6-3, [10-5]     | Bob Bryan Mike Bryan            | Ernests Gulbis Florian Mayer                                | Aleksandr Dolhopolov Serhij Stachovs'kyj Richard Gasquet Potito Starace |
| 10 gennaio            | Heineken Open 2011 Auckland, Nuova Zelanda ATP World Tour 250 355 500 $ - Cemento - 28S/32Q/16D Singolare - Doppio                | David Ferrer 6-3, 6-2                             | David Nalbandian                | Santiago Giraldo Nicolás Almagro                            | Philipp Kohlschreiber Thomaz Bellucci John Isner Adrian Mannarino       |
| 10 gennaio            | Heineken Open 2011 Auckland, Nuova Zelanda ATP World Tour 250 355 500 $ - Cemento - 28S/32Q/16D Singolare - Doppio                | Marcel Granollers Tommy Robredo 6-4, 7–6(6)       | Johan Brunström Stephen Huss    | Santiago Giraldo Nicolás Almagro                            | Philipp Kohlschreiber Thomaz Bellucci John Isner Adrian Mannarino       |
| 17 gennaio 24 gennaio | Australian Open 2011 Melbourne, Australia Grande Slam 25 000 000 A$ - Cemento 128S/128Q/64D/32X Singolare - Doppio - Doppio misto | Novak Đoković 6–4, 6–2, 6–3                       | Andy Murray                     | David Ferrer Roger Federer                                  | Rafael Nadal Aleksandr Dolhopolov Tomáš Berdych Stan Wawrinka           |
| 17 gennaio 24 gennaio | Australian Open 2011 Melbourne, Australia Grande Slam 25 000 000 A$ - Cemento 128S/128Q/64D/32X Singolare - Doppio - Doppio misto | Bob Bryan Mike Bryan 6–3, 6–4                     | Mahesh Bhupathi Leander Paes    | David Ferrer Roger Federer                                  | Rafael Nadal Aleksandr Dolhopolov Tomáš Berdych Stan Wawrinka           |
| 17 gennaio 24 gennaio | Australian Open 2011 Melbourne, Australia Grande Slam 25 000 000 A$ - Cemento 128S/128Q/64D/32X Singolare - Doppio - Doppio misto | Daniel Nestor Katarina Srebotnik 6–3, 3–6, [10–7] | Paul Hanley Chan Yung-jan       | David Ferrer Roger Federer                                  | Rafael Nadal Aleksandr Dolhopolov Tomáš Berdych Stan Wawrinka           |
| 31 gennaio            | SA Tennis Open 2011 Johannesburg, Sudafrica ATP World Tour 250 442 500 $ - Cemento - 32S/32Q/16D Singolare - Doppio               | Kevin Anderson 4-6, 6-3, 6-2                      | Somdev Devvarman                | Adrian Mannarino Izak van der Merwe                         | Frank Dancevic Karol Beck Rik De Voest Simon Greul                      |
| 31 gennaio            | SA Tennis Open 2011 Johannesburg, Sudafrica ATP World Tour 250 442 500 $ - Cemento - 32S/32Q/16D Singolare - Doppio               | James Cerretani Adil Shamasdin 6-3, 3-6, [10-7]   | Scott Lipsky Rajeev Ram         | Adrian Mannarino Izak van der Merwe                         | Frank Dancevic Karol Beck Rik De Voest Simon Greul                      |
| 31 gennaio            | PBZ Zagreb Indoors 2011 Zagabria, Croazia ATP World Tour 250 398 250 € - Cemento indoor - 32S/32Q/16D Singolare - Doppio          | Ivan Dodig 6-3, 6-4                               | Michael Berrer                  | Florian Mayer Guillermo García López                        | Marin Čilić Richard Gasquet Alex Bogomolov Jr. Ivan Ljubičić            |
| 31 gennaio            | PBZ Zagreb Indoors 2011 Zagabria, Croazia ATP World Tour 250 398 250 € - Cemento indoor - 32S/32Q/16D Singolare - Doppio          | Dick Norman Horia Tecău 6-3, 6-4                  | Marcel Granollers Marc López    | Florian Mayer Guillermo García López                        | Marin Čilić Richard Gasquet Alex Bogomolov Jr. Ivan Ljubičić            |
| 31 gennaio            | Movistar Open 2011 Santiago, Cile ATP World Tour 250 398 250 $ - Terra (Rossa) - 32S/32Q/16D Singolare - Doppio                   | Tommy Robredo 6-2, 2-6, 7–6(5)                    | Santiago Giraldo                | Potito Starace Fabio Fognini                                | Horacio Zeballos Juan Ignacio Chela Thomaz Bellucci Máximo González     |
| 31 gennaio            | Movistar Open 2011 Santiago, Cile ATP World Tour 250 398 250 $ - Terra (Rossa) - 32S/32Q/16D Singolare - Doppio                   | Marcelo Melo Bruno Soares 6-3, 7–6(3)             | Łukasz Kubot Oliver Marach      | Potito Starace Fabio Fognini                                | Horacio Zeballos Juan Ignacio Chela Thomaz Bellucci Máximo González     |

### Febbraio

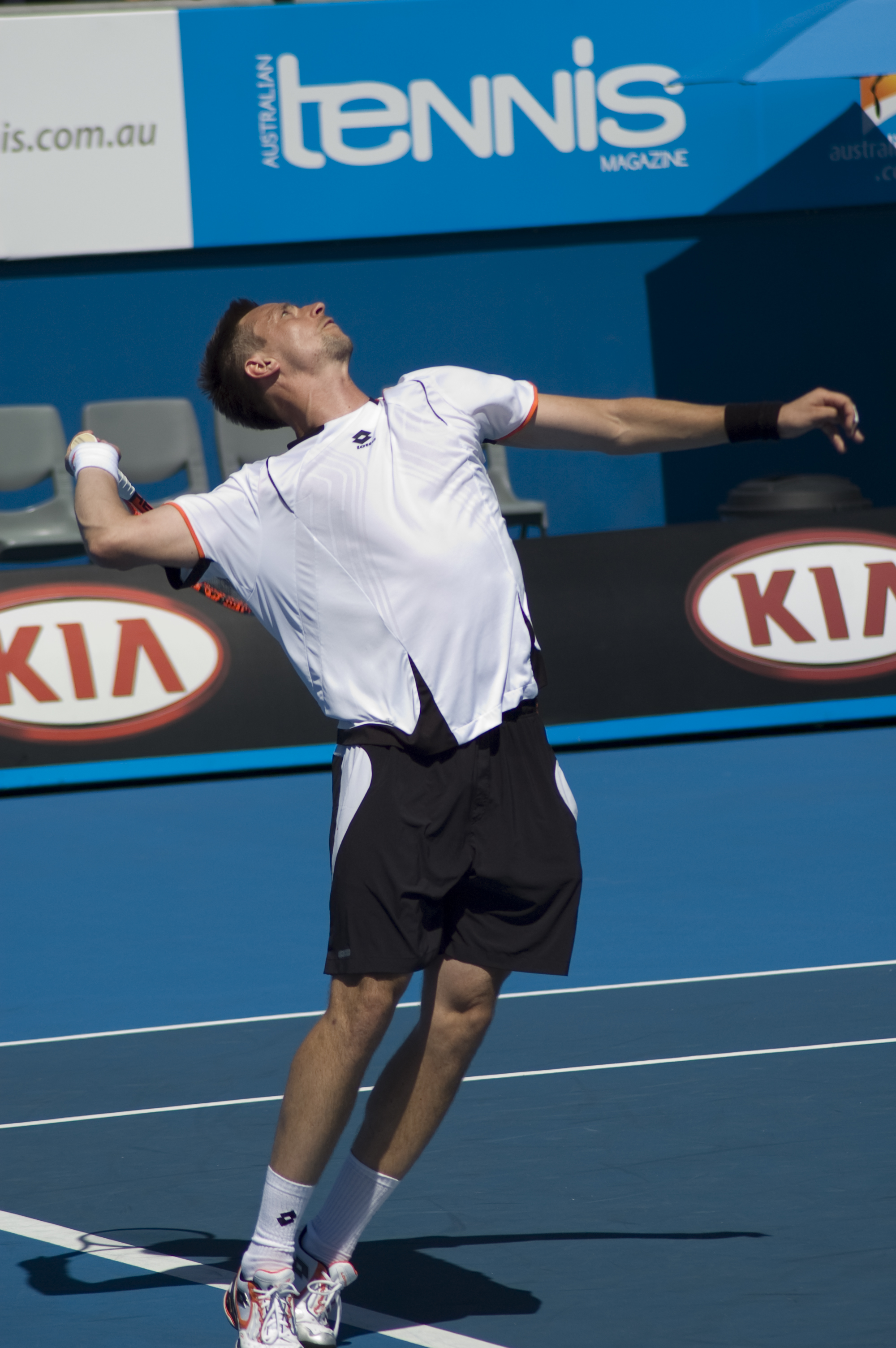
Robin Söderling, vincitore dei tornei di Rotterdam e Marsiglia.

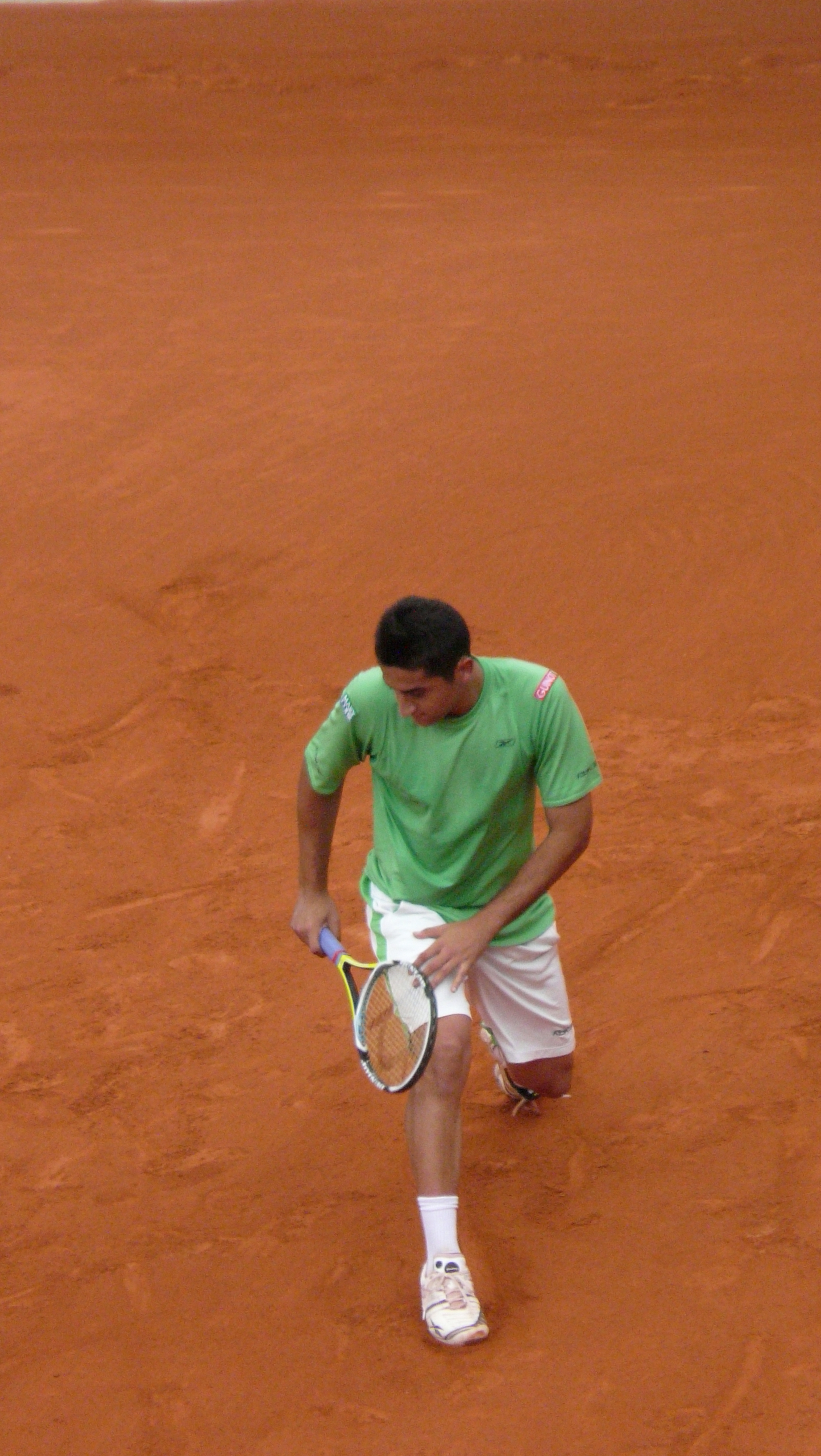
Nicolás Almagro, campione a Costa do Sauipe e Buenos Aires, e finalista ad Acapulco.

| Settimana   | Torneo | Campioni | Finalisti                                                                       | Semifinalisti                        | Eliminati ai quarti                                               |
| ----------- | --- | --- | ------------------------------------------------------------------------------- | ------------------------------------ | ----------------------------------------------------------------- |
| 7 febbraio  | SAP Open 2011 San José, Stati Uniti ATP World Tour 250 531 000 $ - Cemento indoor - 32S/32Q/16D Singolare - Doppio | Milos Raonic 7–6(6), 7–6(5)                                                                                                 | Fernando Verdasco                                                               | Juan Martín del Potro Gaël Monfils   | Denis Istomin Lleyton Hewitt Ričardas Berankis Tim Smyczek        |
| 7 febbraio  | SAP Open 2011 San José, Stati Uniti ATP World Tour 250 531 000 $ - Cemento indoor - 32S/32Q/16D Singolare - Doppio | Scott Lipsky Rajeev Ram 6-4, 4-6, [10-8]                                                                                    | Alejandro Falla Xavier Malisse                                                  | Juan Martín del Potro Gaël Monfils   | Denis Istomin Lleyton Hewitt Ričardas Berankis Tim Smyczek        |
| 7 febbraio  | Rotterdam Open 2011 Rotterdam, Paesi Bassi ATP World Tour 500 1 150 000 € - Cemento indoor - 32S/32Q/16D Singolare - Doppio | Robin Söderling 6-3, 3-6, 6-3                                                                                               | Jo-Wilfried Tsonga                                                              | Viktor Troicki Ivan Ljubičić         | Michail Južnyj Marin Čilić Tomáš Berdych Marcos Baghdatis         |
| 7 febbraio  | Rotterdam Open 2011 Rotterdam, Paesi Bassi ATP World Tour 500 1 150 000 € - Cemento indoor - 32S/32Q/16D Singolare - Doppio | Jürgen Melzer Philipp Petzschner 6-4, 3-6, [10-5]                                                                           | Michaël Llodra Nenad Zimonjić                                                   | Viktor Troicki Ivan Ljubičić         | Michail Južnyj Marin Čilić Tomáš Berdych Marcos Baghdatis         |
| 7 febbraio  | Brasil Open 2011 Costa do Sauípe, Brasile ATP World Tour 250 442 500 $ - Terra (rossa) - 32S/32Q/16D Singolare - Doppio | Nicolás Almagro 6-3, 7–6(3)                                                                                                 | Aleksandr Dolhopolov                                                            | Juan Ignacio Chela Ricardo Mello     | Rui Machado Thomaz Bellucci Potito Starace Pablo Andújar          |
| 7 febbraio  | Brasil Open 2011 Costa do Sauípe, Brasile ATP World Tour 250 442 500 $ - Terra (rossa) - 32S/32Q/16D Singolare - Doppio | Marcelo Melo Bruno Soares 7–6(4), 6-3                                                                                       | Pablo Andújar Daniel Gimeno Traver                                              | Juan Ignacio Chela Ricardo Mello     | Rui Machado Thomaz Bellucci Potito Starace Pablo Andújar          |
| 14 Febbraio | Copa Claro 2011 Buenos Aires, Argentina ATP World Tour 250 475 300 $ - Terra (rossa) - 32S/32Q/16D Singolare - Doppio | Nicolás Almagro 6-3, 3-6, 6-4                                                                                               | Juan Ignacio Chela                                                              | Tommy Robredo Stan Wawrinka          | José Acasuso David Nalbandian Albert Montañés Juan Mónaco         |
| 14 Febbraio | Copa Claro 2011 Buenos Aires, Argentina ATP World Tour 250 475 300 $ - Terra (rossa) - 32S/32Q/16D Singolare - Doppio | Oliver Marach Leonardo Mayer 7–6(6), 6–3                                                                                    | Franco Ferreiro André Sá                                                        | Tommy Robredo Stan Wawrinka          | José Acasuso David Nalbandian Albert Montañés Juan Mónaco         |
| 14 Febbraio | Open 13 2011 Marsiglia, Francia ATP World Tour 250 512 750 € - Cemento indoor - 32S/32Q/16D Singolare - Doppio | Robin Söderling 6(8)–7, 6-3, 6-3                                                                                            | Marin Čilić                                                                     | Dmitrij Tursunov Michail Južnyj      | Michaël Llodra Jürgen Melzer Jo-Wilfried Tsonga Tomáš Berdych     |
| 14 Febbraio | Open 13 2011 Marsiglia, Francia ATP World Tour 250 512 750 € - Cemento indoor - 32S/32Q/16D Singolare - Doppio | Robin Haase Ken Skupski 6-3, 6(4)–7, [13-11]                                                                                | Julien Benneteau Jo-Wilfried Tsonga                                             | Dmitrij Tursunov Michail Južnyj      | Michaël Llodra Jürgen Melzer Jo-Wilfried Tsonga Tomáš Berdych     |
| 14 Febbraio | Regions Morgan Keegan Championships 2011 Memphis, Stati Uniti ATP World Tour 500 1 100 000 $ - Cemento indoor - 32S/32Q/16D Singolare - Doppio | Andy Roddick 7–6(7), 6(11)–7, 7-5                                                                                           | Milos Raonic                                                                    | Juan Martín del Potro Mardy Fish     | Lleyton Hewitt Michael Russell Sam Querrey Robert Kendrick        |
| 14 Febbraio | Regions Morgan Keegan Championships 2011 Memphis, Stati Uniti ATP World Tour 500 1 100 000 $ - Cemento indoor - 32S/32Q/16D Singolare - Doppio | Maks Mirny Daniel Nestor 6-2, 6(6)–7, [10-3]                                                                                | Eric Butorac Jean-Julien Rojer                                                  | Juan Martín del Potro Mardy Fish     | Lleyton Hewitt Michael Russell Sam Querrey Robert Kendrick        |
| 21 febbraio | Dubai Tennis Championships 2011 Dubai, Emirati Arabi Uniti ATP World Tour 500 1 619 500 $ - Cemento - 32S/32Q/16D Singolare - Doppio | Novak Đoković 6-3, 6-3 | Roger Federer                                                                   | Richard Gasquet Tomáš Berdych        | Serhij Stachovs'kyj Gilles Simon Philipp Petzschner Florian Mayer |
| 21 febbraio | Dubai Tennis Championships 2011 Dubai, Emirati Arabi Uniti ATP World Tour 500 1 619 500 $ - Cemento - 32S/32Q/16D Singolare - Doppio | Serhij Stachovs'kyj Michail Južnyj 4-6, 6-3, [10-3]                                                                         | Jérémy Chardy Feliciano López                                                   | Richard Gasquet Tomáš Berdych        | Serhij Stachovs'kyj Gilles Simon Philipp Petzschner Florian Mayer |
| 21 febbraio | Delray Beach Int'l Tennis Championships 2011 Delray Beach, Stati Uniti ATP World Tour 250 442 500 $ - Cemento - 32S/32Q/16D Singolare - Doppio | Juan Martín del Potro 6–4, 6–4                                                                                              | Janko Tipsarević                                                                | Kei Nishikori Mardy Fish             | Ivan Dodig Ryan Sweeting Kevin Anderson Alejandro Falla           |
| 21 febbraio | Delray Beach Int'l Tennis Championships 2011 Delray Beach, Stati Uniti ATP World Tour 250 442 500 $ - Cemento - 32S/32Q/16D Singolare - Doppio | Scott Lipsky Rajeev Ram 4–6, 6–4, [10–3]                                                                                    | Christopher Kas Alexander Peya                                                  | Kei Nishikori Mardy Fish             | Ivan Dodig Ryan Sweeting Kevin Anderson Alejandro Falla           |
| 21 febbraio | Abierto Mexicano de Tenis 2011 Acapulco, Messico ATP World Tour 500 955 000 $ - Terra (rossa) - 32S/32Q/16D Singolare - Doppio | David Ferrer 7–6(4), 6(2)–7, 6-2                                                                                            | Nicolás Almagro                                                                 | Aleksandr Dolhopolov Thomaz Bellucci | Juan Mónaco Stan Wawrinka Santiago Giraldo Łukasz Kubot           |
| 21 febbraio | Abierto Mexicano de Tenis 2011 Acapulco, Messico ATP World Tour 500 955 000 $ - Terra (rossa) - 32S/32Q/16D Singolare - Doppio | Victor Hănescu Horia Tecău 6-1, 6-3                                                                                         | Marcelo Melo Bruno Soares                                                       | Aleksandr Dolhopolov Thomaz Bellucci | Juan Mónaco Stan Wawrinka Santiago Giraldo Łukasz Kubot           |
| 28 febbraio | Coppa Davis 2011 Primo turno Novi Sad, Serbia – Cemento indoor Borås, Svezia – Cemento indoor Ostrava, Repubblica Ceca – Cemento indoor Buenos Aires, Argentina – Terra (rossa) Santiago, Cile – Terra (rossa) Charleroi, Belgio – Cemento indoor Zagabria, Croazia – Cemento indoor Vienna, Austria – Terra (rossa) indoor; | Vincenti primo turno Serbia 4–1 Svezia 3–2 Kazakistan 3–2 Argentina 4–1 Stati Uniti 4–1 Spagna 4–1 Germania 3–2 Francia 3–2 | Perdenti primo turno India Russia Rep. Ceca Romania Cile Belgio Croazia Austria |                                      |                                                                   |

### Marzo
| Settimana         | Torneo | Campioni                                                | Finalisti                   | Semifinalisti                       | Eliminati ai quarti                                      |
| ----------------- | --- | ------------------------------------------------------- | --------------------------- | ----------------------------------- | -------------------------------------------------------- |
| 7 marzo 15 marzo  | Indian Wells Open 2011 Indian Wells, Stati Uniti ATP World Tour Masters 1000 3 645 000 $ - Cemento - 96S/48Q/32D Singolare - Doppio | Novak Đoković 4-6, 6-3, 6-2                             | Rafael Nadal                | Juan Martín del Potro Roger Federer | Ivo Karlović Tommy Robredo Richard Gasquet Stan Wawrinka |
| 7 marzo 15 marzo  | Indian Wells Open 2011 Indian Wells, Stati Uniti ATP World Tour Masters 1000 3 645 000 $ - Cemento - 96S/48Q/32D Singolare - Doppio | Aleksandr Dolhopolov Xavier Malisse 6-4, 6(5)–7, [10-7] | Roger Federer Stan Wawrinka | Juan Martín del Potro Roger Federer | Ivo Karlović Tommy Robredo Richard Gasquet Stan Wawrinka |
| 21 marzo 28 marzo | Sony Ericsson Open 2011 Miami, Stati Uniti ATP World Tour Masters 1000 3 645 000 $ - Cemento - 96S/48Q/32D Singolare - Doppio       | Novak Đoković 4–6, 6–3, 7–6(4)                          | Rafael Nadal                | Roger Federer Mardy Fish            | Tomáš Berdych Gilles Simon David Ferrer Kevin Anderson   |
| 21 marzo 28 marzo | Sony Ericsson Open 2011 Miami, Stati Uniti ATP World Tour Masters 1000 3 645 000 $ - Cemento - 96S/48Q/32D Singolare - Doppio       | Mahesh Bhupathi Leander Paes 6(5)–7, 6–2, [10–5]        | Maks Mirny Daniel Nestor    | Roger Federer Mardy Fish            | Tomáš Berdych Gilles Simon David Ferrer Kevin Anderson   |

### Aprile
| Settimana | Torneo | Campioni                                         | Finalisti                       | Semifinalisti                     | Eliminati ai quarti                                              |
| --------- | --- | ------------------------------------------------ | ------------------------------- | --------------------------------- | ---------------------------------------------------------------- |
| 5 aprile  | Grand Prix Hassan II 2011 Casablanca, Marocco ATP World Tour 250 398 250 € - Terra (Rossa) - 32S/32Q/16D Singolare - Doppio                        | Pablo Andújar 6–1, 6–2                           | Potito Starace                  | Albert Montañés Victor Hănescu    | Fabio Fognini Pere Riba Gilles Simon Andrej Kuznecov             |
| 5 aprile  | Grand Prix Hassan II 2011 Casablanca, Marocco ATP World Tour 250 398 250 € - Terra (Rossa) - 32S/32Q/16D Singolare - Doppio                        | Robert Lindstedt Horia Tecău 6–2, 6–1            | Colin Fleming Igor Zelenay      | Albert Montañés Victor Hănescu    | Fabio Fognini Pere Riba Gilles Simon Andrej Kuznecov             |
| 5 aprile  | U.S. Men's Clay Court Championships 2011 Houston, Stati Uniti ATP World Tour 250 442 500 $ - Terra (Rossa) - 32S/32Q/16D Singolare - Doppio        | Ryan Sweeting 6–4, 7–6(3)                        | Kei Nishikori                   | Pablo Cuevas Ivo Karlović         | Mardy Fish Guillermo García López John Isner Tejmuraz Gabašvili  |
| 5 aprile  | U.S. Men's Clay Court Championships 2011 Houston, Stati Uniti ATP World Tour 250 442 500 $ - Terra (Rossa) - 32S/32Q/16D Singolare - Doppio        | Bob Bryan Mike Bryan 6(4)–7, 6–2, [10–5]         | John Isner Sam Querrey          | Pablo Cuevas Ivo Karlović         | Mardy Fish Guillermo García López John Isner Tejmuraz Gabašvili  |
| 11 aprile | Monte Carlo Masters 2011 Monte Carlo, Monaco ATP World Tour Masters 1000 2 227 500 € - Terra (Rossa) - 56S/28Q/24D Singolare - Doppio              | Rafael Nadal 6-4, 7-5                            | David Ferrer                    | Andy Murray Jürgen Melzer         | Ivan Ljubičić Frederico Gil Viktor Troicki Roger Federer         |
| 11 aprile | Monte Carlo Masters 2011 Monte Carlo, Monaco ATP World Tour Masters 1000 2 227 500 € - Terra (Rossa) - 56S/28Q/24D Singolare - Doppio              | Bob Bryan Mike Bryan 6-3, 6-2                    | Juan Ignacio Chela Bruno Soares | Andy Murray Jürgen Melzer         | Ivan Ljubičić Frederico Gil Viktor Troicki Roger Federer         |
| 18 aprile | Barcelona Open Banco Sabadell 2011 Barcellona, Spagna ATP World Tour 500 1 550 000 € - Terra (Rossa) - 56S/28Q/24D Singolare - Doppio              | Rafael Nadal 6-2, 6-4                            | David Ferrer                    | Ivan Dodig Nicolás Almagro        | Gaël Monfils Feliciano López Jürgen Melzer Juan Carlos Ferrero   |
| 18 aprile | Barcelona Open Banco Sabadell 2011 Barcellona, Spagna ATP World Tour 500 1 550 000 € - Terra (Rossa) - 56S/28Q/24D Singolare - Doppio              | Santiago González Scott Lipsky 5-7, 6-2, [12-10] | Bob Bryan Mike Bryan            | Ivan Dodig Nicolás Almagro        | Gaël Monfils Feliciano López Jürgen Melzer Juan Carlos Ferrero   |
| 25 aprile | Internazionali di Tennis di Baviera 2011 Monaco di Baviera, Germania ATP World Tour 250 398 250 € - Terra (Rossa) - 32S/32Q/16D Singolare - Doppio | Nikolaj Davydenko 6-3, 3-6, 6-1                  | Florian Mayer                   | Philipp Petzschner Radek Štěpánek | Potito Starace Grigor Dimitrov Marin Čilić Philipp Kohlschreiber |
| 25 aprile | Internazionali di Tennis di Baviera 2011 Monaco di Baviera, Germania ATP World Tour 250 398 250 € - Terra (Rossa) - 32S/32Q/16D Singolare - Doppio | Simone Bolelli Horacio Zeballos 7–6(3), 6-4      | Andreas Beck Christopher Kas    | Philipp Petzschner Radek Štěpánek | Potito Starace Grigor Dimitrov Marin Čilić Philipp Kohlschreiber |
| 25 aprile | Estoril Open 2011 Estoril, Portogallo ATP World Tour 250 398 250 € - Terra (Rossa) - 28S/32Q/16D Singolare - Doppio                                | Juan Martín del Potro 6-2, 6-2                   | Fernando Verdasco               | Pablo Cuevas Milos Raonic         | Robin Söderling Thomaz Bellucci Gilles Simon Kevin Anderson      |
| 25 aprile | Estoril Open 2011 Estoril, Portogallo ATP World Tour 250 398 250 € - Terra (Rossa) - 28S/32Q/16D Singolare - Doppio                                | Eric Butorac Jean-Julien Rojer 6-3, 6-4          | Marc López David Marrero        | Pablo Cuevas Milos Raonic         | Robin Söderling Thomaz Bellucci Gilles Simon Kevin Anderson      |
| 25 aprile | Serbia Open 2011 Belgrado, Serbia ATP World Tour 250 373 200 € - Terra (Rossa) - 32S/32Q/16D Singolare - Doppio                                    | Novak Đoković 7–6(4), 6-2                        | Feliciano López                 | Janko Tipsarević Filippo Volandri | Blaž Kavčič Somdev Devvarman Albert Montañés Marcel Granollers   |
| 25 aprile | Serbia Open 2011 Belgrado, Serbia ATP World Tour 250 373 200 € - Terra (Rossa) - 32S/32Q/16D Singolare - Doppio                                    | František Čermák Filip Polášek 7-5, 6-2          | Oliver Marach Alexander Peya    | Janko Tipsarević Filippo Volandri | Blaž Kavčič Somdev Devvarman Albert Montañés Marcel Granollers   |

### Maggio
| Settimana           | Torneo | Campioni                                         | Finalisti                            | Semifinalisti                                 | Eliminati ai quarti                                           |
| ------------------- | --- | ------------------------------------------------ | ------------------------------------ | --------------------------------------------- | ------------------------------------------------------------- |
| 2 maggio            | Mutua Madrileña Madrid Open 2011 Madrid, Spagna ATP World Tour Masters 1000 2 835 000 € - Terra (Rossa) - 56S/28Q/24D Singolare - Doppio | Novak Đoković 7-5, 6-4                           | Rafael Nadal                         | Roger Federer Thomaz Bellucci                 | Michaël Llodra Robin Söderling Tomáš Berdych David Ferrer     |
| 2 maggio            | Mutua Madrileña Madrid Open 2011 Madrid, Spagna ATP World Tour Masters 1000 2 835 000 € - Terra (Rossa) - 56S/28Q/24D Singolare - Doppio | Bob Bryan Mike Bryan 6-3, 6-3                    | Michaël Llodra Nenad Zimonjić        | Roger Federer Thomaz Bellucci                 | Michaël Llodra Robin Söderling Tomáš Berdych David Ferrer     |
| 9 maggio            | Internazionali d'Italia 2011 Roma, Italia ATP World Tour Masters 1000 2 227 500 € - Terra (Rossa) - 56S/28Q/24D Singolare - Doppio       | Novak Đoković 6-4, 6-4                           | Rafael Nadal                         | Richard Gasquet Andy Murray                   | Marin Čilić Tomáš Berdych Florian Mayer Robin Söderling       |
| 9 maggio            | Internazionali d'Italia 2011 Roma, Italia ATP World Tour Masters 1000 2 227 500 € - Terra (Rossa) - 56S/28Q/24D Singolare - Doppio       | John Isner Sam Querrey w/o                       | Andy Roddick Mardy Fish              | Richard Gasquet Andy Murray                   | Marin Čilić Tomáš Berdych Florian Mayer Robin Söderling       |
| 16 maggio           | Open de Nice Côte d'Azur 2011 Nizza, Francia ATP World Tour 250 398 250 € - Terra (Rossa) - 32S/32Q/16D Singolare - Doppio               | Nicolás Almagro 6(5)–7, 6-3, 6-3                 | Victor Hănescu                       | Aleksandr Dolhopolov Tomáš Berdych            | David Ferrer Robin Haase Pablo Andújar Ernests Gulbis         |
| 16 maggio           | Open de Nice Côte d'Azur 2011 Nizza, Francia ATP World Tour 250 398 250 € - Terra (Rossa) - 32S/32Q/16D Singolare - Doppio               | Eric Butorac Jean-Julien Rojer 6-3, 6-4          | Santiago González David Marrero      | Aleksandr Dolhopolov Tomáš Berdych            | David Ferrer Robin Haase Pablo Andújar Ernests Gulbis         |
| 16 maggio           | Power Horse World Team Cup 2011 Düsseldorf, Germania ATP World Team Championship 1 100 000 € – Terra (Rossa) – 8 squadre (RR)            | Germania 2-1                                     | Argentina                            | Round Robin (Gruppo Blu) Serbia Spagna Russia | Round Robin (Gruppo Rosso) Stati Uniti Svezia Kazakistan      |
| 23 maggio 30 maggio | Open di Francia 2011 Parigi, Francia Grande Slam 16 150 460 € - Terra (Rossa) - 128S/128Q/64D/32X Singolare - Doppio - Misto             | Rafael Nadal 7-5, 7–6(3), 5-7, 6-1               | Roger Federer                        | Andy Murray Novak Đoković                     | Robin Söderling Juan Ignacio Chela Gaël Monfils Fabio Fognini |
| 23 maggio 30 maggio | Open di Francia 2011 Parigi, Francia Grande Slam 16 150 460 € - Terra (Rossa) - 128S/128Q/64D/32X Singolare - Doppio - Misto             | Maks Mirny Daniel Nestor 7–6(3), 3–6, 6–4        | Juan Sebastián Cabal Eduardo Schwank | Andy Murray Novak Đoković                     | Robin Söderling Juan Ignacio Chela Gaël Monfils Fabio Fognini |
| 23 maggio 30 maggio | Open di Francia 2011 Parigi, Francia Grande Slam 16 150 460 € - Terra (Rossa) - 128S/128Q/64D/32X Singolare - Doppio - Misto             | Casey Dellacqua Scott Lipsky 7–6(6), 4-6, [10-7] | Katarina Srebotnik Nenad Zimonjić    | Andy Murray Novak Đoković                     | Robin Söderling Juan Ignacio Chela Gaël Monfils Fabio Fognini |

### Giugno
| Settimana           | Torneo | Campioni                                               | Finalisti                     | Semifinalisti                   | Eliminati ai quarti                                                     |
| ------------------- | --- | ------------------------------------------------------ | ----------------------------- | ------------------------------- | ----------------------------------------------------------------------- |
| 6 giugno            | Queen's Club Championships 2011 Londra, Gran Bretagna ATP World Tour 250 750 000 € - Erba - 56S/32Q/24D Singolare - Doppio             | Andy Murray 3–6, 7–6(2), 6–4                           | Jo-Wilfried Tsonga            | James Ward Andy Roddick         | Rafael Nadal Adrian Mannarino Fernando Verdasco Marin Čilić             |
| 6 giugno            | Queen's Club Championships 2011 Londra, Gran Bretagna ATP World Tour 250 750 000 € - Erba - 56S/32Q/24D Singolare - Doppio             | Bob Bryan Mike Bryan 6(2)–7, 7–6(4), [10–6]            | Mahesh Bhupathi Leander Paes  | James Ward Andy Roddick         | Rafael Nadal Adrian Mannarino Fernando Verdasco Marin Čilić             |
| 6 giugno            | Halle Open 2011 Halle, Germania ATP World Tour 250 750 000 € - Erba - 32S/32Q/16D Singolare - Doppio                                   | Philipp Kohlschreiber 7–6(5), 2–0 rit.                 | Philipp Petzschner            | Gaël Monfils Tomáš Berdych      | Lleyton Hewitt Florian Mayer Milos Raonic Viktor Troicki                |
| 6 giugno            | Halle Open 2011 Halle, Germania ATP World Tour 250 750 000 € - Erba - 32S/32Q/16D Singolare - Doppio                                   | Rohan Bopanna Aisam-ul-Haq Qureshi 7–6(8), 3–6, [11–9] | Robin Haase Milos Raonic      | Gaël Monfils Tomáš Berdych      | Lleyton Hewitt Florian Mayer Milos Raonic Viktor Troicki                |
| 13 giugno           | UNICEF Open 2011 's-Hertogenbosch, Paesi Bassi ATP World Tour 250 450 000 € - Erba - 32S/32Q/16D Singolare - Doppio                    | Dmitrij Tursunov 6-3, 6-2                              | Ivan Dodig                    | Xavier Malisse Marcos Baghdatis | Santiago Giraldo Alex Bogomolov Jr. Tejmuraz Gabašvili Denis Gremelmayr |
| 13 giugno           | UNICEF Open 2011 's-Hertogenbosch, Paesi Bassi ATP World Tour 250 450 000 € - Erba - 32S/32Q/16D Singolare - Doppio                    | Daniele Bracciali František Čermák 6-3, 2-6, [10-8]    | Robert Lindstedt Horia Tecău  | Xavier Malisse Marcos Baghdatis | Santiago Giraldo Alex Bogomolov Jr. Tejmuraz Gabašvili Denis Gremelmayr |
| 13 giugno           | AEGON International 2011 Eastbourne, Gran Bretagna ATP World Tour 250 450 000 € - Erba - 32S/23Q/16D Singolare - Doppio                | Andreas Seppi 7–6(5), 3-6, 5-3 ritiro                  | Janko Tipsarević              | Kei Nishikori Igor' Kunicyn     | Radek Štěpánek Grigor Dimitrov Julien Benneteau Olivier Rochus          |
| 13 giugno           | AEGON International 2011 Eastbourne, Gran Bretagna ATP World Tour 250 450 000 € - Erba - 32S/23Q/16D Singolare - Doppio                | Jonathan Erlich Andy Ram 6-3, 6-3                      | Andreas Seppi Grigor Dimitrov | Kei Nishikori Igor' Kunicyn     | Radek Štěpánek Grigor Dimitrov Julien Benneteau Olivier Rochus          |
| 20 giugno 27 giugno | Torneo di Wimbledon 2011 Londra, Gran Bretagna Grande Slam 12 550 000 £ - Erba 128S/128Q/64D/16Q/48X Singolare - Doppio - Doppio misto | Novak Đoković 6-4, 6-1, 1-6, 6-3                       | Rafael Nadal                  | Andy Murray Jo-Wilfried Tsonga  | Mardy Fish Feliciano López Roger Federer Bernard Tomić                  |
| 20 giugno 27 giugno | Torneo di Wimbledon 2011 Londra, Gran Bretagna Grande Slam 12 550 000 £ - Erba 128S/128Q/64D/16Q/48X Singolare - Doppio - Doppio misto | Bob Bryan Mike Bryan 6-3, 6-4, 7–6(2)                  | Robert Lindstedt Horia Tecău  | Andy Murray Jo-Wilfried Tsonga  | Mardy Fish Feliciano López Roger Federer Bernard Tomić                  |
| 20 giugno 27 giugno | Torneo di Wimbledon 2011 Londra, Gran Bretagna Grande Slam 12 550 000 £ - Erba 128S/128Q/64D/16Q/48X Singolare - Doppio - Doppio misto | Jürgen Melzer Iveta Benešová 6–3, 6–2                  | Mahesh Bhupathi Elena Vesnina | Andy Murray Jo-Wilfried Tsonga  | Mardy Fish Feliciano López Roger Federer Bernard Tomić                  |

### Luglio
| Settimana   | Torneo | Campioni                                                                  | Finalisti                                                        | Semifinalisti                     | Eliminati ai quarti                                                   |
| ----------- | --- | ------------------------------------------------------------------------- | ---------------------------------------------------------------- | --------------------------------- | --------------------------------------------------------------------- |
| 4 luglio    | Campbell's Hall of Fame Tennis Champs 2011 Newport, Stati Uniti ATP World Tour 250 500 000 $ - Erba - 32S/32Q/16D Singolare - Doppio                                             | John Isner 6-3, 7–6(6)                                                    | Olivier Rochus                                                   | Tobias Kamke Michael Yani         | Alex Bogomolov Jr. Édouard Roger-Vasselin Matthew Ebden Denis Kudla   |
| 4 luglio    | Campbell's Hall of Fame Tennis Champs 2011 Newport, Stati Uniti ATP World Tour 250 500 000 $ - Erba - 32S/32Q/16D Singolare - Doppio                                             | Matthew Ebden Ryan Harrison 4-6, 6-3, [10-5]                              | Johan Brunström Adil Shamasdin                                   | Tobias Kamke Michael Yani         | Alex Bogomolov Jr. Édouard Roger-Vasselin Matthew Ebden Denis Kudla   |
| 8-10 luglio | Quarti di finale Coppa Davis 2011 Halmstad, Svezia - Cemento indoor Buenos Aires, Argentina - Terra rossa Austin, Stati Uniti - Cemento indoor Stoccarda, Germania - Terra rossa | Vincenti quarti di finale Serbia 4-1 Argentina 5-0 Spagna 3-1 Francia 4-1 | Perdenti quarti di finale Svezia Kazakistan Stati Uniti Germania |                                   |                                                                       |
| 11 luglio   | Swedish Open 2011 Båstad, Svezia ATP World Tour 250 450 000 € - Terra (Rossa) - 28S/32Q/16D Singolare - Doppio                                                                   | Robin Söderling 6-2, 6-2                                                  | David Ferrer                                                     | Tomáš Berdych Nicolás Almagro     | Potito Starace Blaž Kavčič Michael Ryderstedt Andreas Haider-Maurer   |
| 11 luglio   | Swedish Open 2011 Båstad, Svezia ATP World Tour 250 450 000 € - Terra (Rossa) - 28S/32Q/16D Singolare - Doppio                                                                   | Robert Lindstedt Horia Tecău 6-3, 6-3                                     | Simon Aspelin Andreas Siljeström                                 | Tomáš Berdych Nicolás Almagro     | Potito Starace Blaž Kavčič Michael Ryderstedt Andreas Haider-Maurer   |
| 11 luglio   | Mercedes Cup 2011 Stoccarda, Germania ATP World Tour 250 450 000 € - Terra (Rossa) - 32S/32Q/16D Singolare - Doppio                                                              | Juan Carlos Ferrero 6-4, 6-0                                              | Pablo Andújar                                                    | Federico Delbonis Łukasz Kubot    | Pavol Červenák Marcel Granollers Cedrik-Marcel Stebe Santiago Giraldo |
| 11 luglio   | Mercedes Cup 2011 Stoccarda, Germania ATP World Tour 250 450 000 € - Terra (Rossa) - 32S/32Q/16D Singolare - Doppio                                                              | Jürgen Melzer Philipp Petzschner 6-3, 6-4                                 | Marcel Granollers Marc López                                     | Federico Delbonis Łukasz Kubot    | Pavol Červenák Marcel Granollers Cedrik-Marcel Stebe Santiago Giraldo |
| 18 luglio   | Atlanta Tennis Championships 2011 Atlanta, Stati Uniti ATP World Tour 250 600 000 $ - Cemento - 32S/32Q/16D Singolare - Doppio                                                   | Mardy Fish 3-6, 7–6(6), 6-2.                                              | John Isner                                                       | Ryan Harrison Gilles Müller       | Somdev Devvarman Rajeev Ram Lu Yen-hsun Kevin Anderson                |
| 18 luglio   | Atlanta Tennis Championships 2011 Atlanta, Stati Uniti ATP World Tour 250 600 000 $ - Cemento - 32S/32Q/16D Singolare - Doppio                                                   | Alex Bogomolov Jr. Matthew Ebden 3-6, 7-5, [10-8]                         | Matthias Bachinger Frank Moser                                   | Ryan Harrison Gilles Müller       | Somdev Devvarman Rajeev Ram Lu Yen-hsun Kevin Anderson                |
| 18 luglio   | Bet-at-home Open - German Tennis Championships 2011 Amburgo, Germania ATP World Tour 500 1 115 000 € - Terra (Rossa) - 48S/24Q/16D Singolare - Doppio                            | Gilles Simon 6-4, 4-6, 6-4                                                | Nicolás Almagro                                                  | Michail Južnyj Fernando Verdasco  | Jürgen Melzer Florian Mayer Marin Čilić Gaël Monfils                  |
| 18 luglio   | Bet-at-home Open - German Tennis Championships 2011 Amburgo, Germania ATP World Tour 500 1 115 000 € - Terra (Rossa) - 48S/24Q/16D Singolare - Doppio                            | Oliver Marach Alexander Peya 6-4, 6-1                                     | František Čermák Filip Polášek                                   | Michail Južnyj Fernando Verdasco  | Jürgen Melzer Florian Mayer Marin Čilić Gaël Monfils                  |
| 25 luglio   | Allianz Suisse Open Gstaad 2011 Gstaad, Svizzera ATP World Tour 250 450 000 € - Terra (Rossa) - 32S/32Q/16D Singolare - Doppio                                                   | Marcel Granollers 6-4, 3-6, 6-3                                           | Fernando Verdasco                                                | Nicolás Almagro Michail Južnyj    | Feliciano López Julien Benneteau Andreas Haider-Maurer Stan Wawrinka  |
| 25 luglio   | Allianz Suisse Open Gstaad 2011 Gstaad, Svizzera ATP World Tour 250 450 000 € - Terra (Rossa) - 32S/32Q/16D Singolare - Doppio                                                   | František Čermák Filip Polášek 6-3, 7–6(7)                                | Christopher Kas Alexander Peya                                   | Nicolás Almagro Michail Južnyj    | Feliciano López Julien Benneteau Andreas Haider-Maurer Stan Wawrinka  |
| 25 luglio   | Farmers Classic 2011 Los Angeles, Stati Uniti ATP World Tour 250 630 500 $ - Cemento - 28S/32Q/16D Singolare - Doppio                                                            | Ernests Gulbis 5-7, 6-4, 6-4                                              | Mardy Fish                                                       | Ryan Harrison Alex Bogomolov Jr.  | Igor' Kunicyn Lu Yen-hsun Thomaz Bellucci Juan Martín del Potro       |
| 25 luglio   | Farmers Classic 2011 Los Angeles, Stati Uniti ATP World Tour 250 630 500 $ - Cemento - 28S/32Q/16D Singolare - Doppio                                                            | Mark Knowles Xavier Malisse 7–6(3), 7–6(10)                               | Somdev Devvarman Treat Conrad Huey                               | Ryan Harrison Alex Bogomolov Jr.  | Igor' Kunicyn Lu Yen-hsun Thomaz Bellucci Juan Martín del Potro       |
| 25 luglio   | Croatia Open Umag 2011 Umago, Croazia ATP World Tour 250 450 000 € - Terra (Rossa) - 32S/32Q/16D Singolare - Doppio                                                              | Aleksandr Dolhopolov 6-4, 3-6, 6-3                                        | Marin Čilić                                                      | Fabio Fognini Juan Carlos Ferrero | Potito Starace Andreas Seppi Carlos Berlocq Albert Ramos Viñolas      |
| 25 luglio   | Croatia Open Umag 2011 Umago, Croazia ATP World Tour 250 450 000 € - Terra (Rossa) - 32S/32Q/16D Singolare - Doppio                                                              | Simone Bolelli Fabio Fognini 6–3, 5–7, [10–7]                             | Marin Čilić Lovro Zovko                                          | Fabio Fognini Juan Carlos Ferrero | Potito Starace Andreas Seppi Carlos Berlocq Albert Ramos Viñolas      |

### Agosto
| Settimana             | Torneo | Campioni                                                | Finalisti                            | Semifinalisti                       | Eliminati ai quarti                                                   |
| --------------------- | --- | ------------------------------------------------------- | ------------------------------------ | ----------------------------------- | --------------------------------------------------------------------- |
| 1º agosto             | Bet-at-home Cup Kitzbühel 2011 Kitzbühel, Austria ATP World Tour 250 450 000 € – Terra (rossa) – 28S/16D Singolare – Doppio          | Robin Haase 6–4, 4–6, 6–1                               | Albert Montañés                      | Juan Ignacio Chela João Souza       | Marcel Granollers Santiago Giraldo Pablo Andújar Andreas Seppi        |
| 1º agosto             | Bet-at-home Cup Kitzbühel 2011 Kitzbühel, Austria ATP World Tour 250 450 000 € – Terra (rossa) – 28S/16D Singolare – Doppio          | Daniele Bracciali Santiago González 7–6(1), 4–6, [11–9] | Franco Ferreiro André Sá             | Juan Ignacio Chela João Souza       | Marcel Granollers Santiago Giraldo Pablo Andújar Andreas Seppi        |
| 1º agosto             | Washington Open ATP 2011 Washington, Stati Uniti d'America ATP World Tour 500 1 165 500 $ – Cemento – 48S/24Q/16D Singolare – Doppio | Radek Štěpánek 6-4, 6-4                                 | Gaël Monfils                         | John Isner Donald Young             | Janko Tipsarević Viktor Troicki Marcos Baghdatis Fernando Verdasco    |
| 1º agosto             | Washington Open ATP 2011 Washington, Stati Uniti d'America ATP World Tour 500 1 165 500 $ – Cemento – 48S/24Q/16D Singolare – Doppio | Michaël Llodra Nenad Zimonjić 6(3)–7, 7–6(6), [10-7]    | Robert Lindstedt Horia Tecău         | John Isner Donald Young             | Janko Tipsarević Viktor Troicki Marcos Baghdatis Fernando Verdasco    |
| 8 agosto              | Canadian Open 2011 Montréal, Canada ATP World Tour Masters 1000 3 000 000 $ - Cemento - 56S/28Q/24D Singolare - Doppio               | Novak Đoković 6-2, 3-6, 6-4                             | Mardy Fish                           | Jo-Wilfried Tsonga Janko Tipsarević | Gaël Monfils Nicolás Almagro Stan Wawrinka Tomáš Berdych              |
| 8 agosto              | Canadian Open 2011 Montréal, Canada ATP World Tour Masters 1000 3 000 000 $ - Cemento - 56S/28Q/24D Singolare - Doppio               | Michaël Llodra Nenad Zimonjić 6-4, 6(5)–7, [10-5]       | Bob Bryan Mike Bryan                 | Jo-Wilfried Tsonga Janko Tipsarević | Gaël Monfils Nicolás Almagro Stan Wawrinka Tomáš Berdych              |
| 15 agosto             | Cincinnati Masters 2011 Cincinnati, Stati Uniti ATP World Tour Masters 1000 3 000 000 $ - Cemento - 56S/28Q/24D Singolare - Doppio   | Andy Murray 6-4, 3-0, r                                 | Novak Đoković                        | Tomáš Berdych Mardy Fish            | Gaël Monfils Roger Federer Gilles Simon Rafael Nadal                  |
| 15 agosto             | Cincinnati Masters 2011 Cincinnati, Stati Uniti ATP World Tour Masters 1000 3 000 000 $ - Cemento - 56S/28Q/24D Singolare - Doppio   | Mahesh Bhupathi Leander Paes 7–6(4), 7–6(2)             | Michaël Llodra Nenad Zimonjić        | Tomáš Berdych Mardy Fish            | Gaël Monfils Roger Federer Gilles Simon Rafael Nadal                  |
| 22 agosto             | Winston-Salem Open 2011 Winston-Salem, Stati Uniti ATP World Tour 250 625 000 $ - Cemento - 48S Singolare - Doppio                   | John Isner 4-6, 6-3, 6-4                                | Julien Benneteau                     | Andy Roddick Robin Haase            | Juan Mónaco Marcos Baghdatis Aleksandr Dolhopolov Serhij Stachovs'kyj |
| 22 agosto             | Winston-Salem Open 2011 Winston-Salem, Stati Uniti ATP World Tour 250 625 000 $ - Cemento - 48S Singolare - Doppio                   | Jonathan Erlich Andy Ram 7–6(2), 6-4                    | Christopher Kas Alexander Peya       | Andy Roddick Robin Haase            | Juan Mónaco Marcos Baghdatis Aleksandr Dolhopolov Serhij Stachovs'kyj |
| 29 agosto 5 settembre | US Open 2011 New York, Stati Uniti Grande Slam 22.668.000 $ - Cemento 128S/128Q/64D/32X Singolare - Doppio - Doppio misto            | Novak Đoković 6-2, 6-4, 6(3)–7, 6-1                     | Rafael Nadal                         | Roger Federer Andy Murray           | Janko Tipsarević Jo-Wilfried Tsonga John Isner Andy Roddick           |
| 29 agosto 5 settembre | US Open 2011 New York, Stati Uniti Grande Slam 22.668.000 $ - Cemento 128S/128Q/64D/32X Singolare - Doppio - Doppio misto            | Jürgen Melzer Philipp Petzschner 6-2, 6-2               | Mariusz Fyrstenberg Marcin Matkowski | Roger Federer Andy Murray           | Janko Tipsarević Jo-Wilfried Tsonga John Isner Andy Roddick           |
| 29 agosto 5 settembre | US Open 2011 New York, Stati Uniti Grande Slam 22.668.000 $ - Cemento 128S/128Q/64D/32X Singolare - Doppio - Doppio misto            | Melanie Oudin Jack Sock 7–6(4), 4–6, [10–8]             | Gisela Dulko Eduardo Schwank         | Roger Federer Andy Murray           | Janko Tipsarević Jo-Wilfried Tsonga John Isner Andy Roddick           |

### Settembre
| Settimana    | Torneo | Campioni                                          | Finalisti                          | Semifinalisti                       | Eliminati ai quarti                                                |
| ------------ | --- | ------------------------------------------------- | ---------------------------------- | ----------------------------------- | ------------------------------------------------------------------ |
| 16 settembre | Semifinali Coppa Davis 2011 Belgrado, Serbia - Cemento indoor Cordova, Spagna - Terra rossa                               | Vincenti semifinali Argentina 3-2 Spagna 4-1      | Perdenti semifinali Serbia Francia |                                     |                                                                    |
| 19 settembre | Romanian Open 2011 Bucarest, Romania ATP World Tour 250 450 000 € - Terra (Rossa) - 32S/32Q/16D Singolare - Doppio        | Florian Mayer 6-3, 6-1                            | Pablo Andújar                      | Juan Ignacio Chela Filippo Volandri | Andreas Seppi Alessandro Giannessi João Souza Albert Ramos Viñolas |
| 19 settembre | Romanian Open 2011 Bucarest, Romania ATP World Tour 250 450 000 € - Terra (Rossa) - 32S/32Q/16D Singolare - Doppio        | Daniele Bracciali Potito Starace 3-6, 6-4, [10-8] | Julian Knowle David Marrero        | Juan Ignacio Chela Filippo Volandri | Andreas Seppi Alessandro Giannessi João Souza Albert Ramos Viñolas |
| 19 settembre | Moselle Open 2011 Metz, Francia ATP World Tour 250 450 000 € - Cemento indoor - 32S/32Q/16D Singolare - Doppio            | Jo-Wilfried Tsonga 6-3, 6(4)–7, 6-3               | Ivan Ljubičić                      | Aleksandr Dolhopolov Gilles Müller  | Nicolas Mahut Xavier Malisse Igor Sijsling Richard Gasquet         |
| 19 settembre | Moselle Open 2011 Metz, Francia ATP World Tour 250 450 000 € - Cemento indoor - 32S/32Q/16D Singolare - Doppio            | Jamie Murray André Sá 6-4, 7–6(7)                 | Lukáš Dlouhý Marcelo Melo          | Aleksandr Dolhopolov Gilles Müller  | Nicolas Mahut Xavier Malisse Igor Sijsling Richard Gasquet         |
| 26 settembre | Thailand Open 2011 Bangkok, Thailandia ATP World Tour 250 608 500 $ - Cemento indoor - 32S/32Q/16D Singolare - Doppio     | Andy Murray 6-2, 6-0                              | Donald Young                       | Gilles Simon Gaël Monfils           | Grigor Dimitrov Matthias Bachinger Gō Soeda Jarkko Nieminen        |
| 26 settembre | Thailand Open 2011 Bangkok, Thailandia ATP World Tour 250 608 500 $ - Cemento indoor - 32S/32Q/16D Singolare - Doppio     | Oliver Marach Aisam-ul-Haq Qureshi 7–6(4), 7–6(7) | Michael Kohlmann Alexander Waske   | Gilles Simon Gaël Monfils           | Grigor Dimitrov Matthias Bachinger Gō Soeda Jarkko Nieminen        |
| 26 settembre | Malaysian Open 2011 Kuala Lumpur, Malaysia ATP World Tour 250 947 750 $ - Cemento indoor - 28S/32S/16D Singolare - Doppio | Janko Tipsarević 6-4, 7-5                         | Marcos Baghdatis                   | Kei Nishikori Viktor Troicki        | Nicolás Almagro Nikolaj Davydenko Jürgen Melzer Dmitrij Tursunov   |
| 26 settembre | Malaysian Open 2011 Kuala Lumpur, Malaysia ATP World Tour 250 947 750 $ - Cemento indoor - 28S/32S/16D Singolare - Doppio | Eric Butorac Jean-Julien Rojer 6-1, 6-3           | František Čermák Filip Polášek     | Kei Nishikori Viktor Troicki        | Nicolás Almagro Nikolaj Davydenko Jürgen Melzer Dmitrij Tursunov   |

### Ottobre
| Settimana  | Torneo | Campioni                                        | Finalisti                          | Semifinalisti                      | Eliminati ai quarti                                                      |
| ---------- | --- | ----------------------------------------------- | ---------------------------------- | ---------------------------------- | ------------------------------------------------------------------------ |
| 3 ottobre  | China Open 2011 Pechino, Cina ATP World Tour 500 3 337 000 $ - Cemento - 32S/32Q/16D Singolare - Doppio                         | Tomáš Berdych 3-6, 6-4, 6-1                     | Marin Čilić                        | Jo-Wilfried Tsonga Ivan Ljubičić   | Juan Carlos Ferrero Fernando Verdasco Michail Južnyj Kevin Anderson      |
| 3 ottobre  | China Open 2011 Pechino, Cina ATP World Tour 500 3 337 000 $ - Cemento - 32S/32Q/16D Singolare - Doppio                         | Michaël Llodra Nenad Zimonjić 7–6(2), 7–6(4)    | Robert Lindstedt Horia Tecău       | Jo-Wilfried Tsonga Ivan Ljubičić   | Juan Carlos Ferrero Fernando Verdasco Michail Južnyj Kevin Anderson      |
| 3 ottobre  | Japan Open Tennis Champs 2011 Tokyo, Giappone ATP World Tour 500 1 226 500 $ - Cemento - 32S/32Q/16D Singolare - Doppio         | Andy Murray 3-6, 6-2, 6-0                       | Rafael Nadal                       | Mardy Fish David Ferrer            | Santiago Giraldo Bernard Tomić Radek Štěpánek David Nalbandian           |
| 3 ottobre  | Japan Open Tennis Champs 2011 Tokyo, Giappone ATP World Tour 500 1 226 500 $ - Cemento - 32S/32Q/16D Singolare - Doppio         | Andy Murray Jamie Murray 6-1, 6-4               | František Čermák Filip Polášek     | Mardy Fish David Ferrer            | Santiago Giraldo Bernard Tomić Radek Štěpánek David Nalbandian           |
| 10 ottobre | Shanghai Masters 2011 Shanghai, Cina ATP World Tour Masters 1000 5 250 000 $ - Cemento - 56S/28Q/24D Singolare - Doppio         | Andy Murray 7-5, 6-4                            | David Ferrer                       | Feliciano López Kei Nishikori      | Florian Mayer Andy Roddick Aleksandr Dolhopolov Matthew Ebden            |
| 10 ottobre | Shanghai Masters 2011 Shanghai, Cina ATP World Tour Masters 1000 5 250 000 $ - Cemento - 56S/28Q/24D Singolare - Doppio         | Maks Mirny Daniel Nestor 3-6, 6-1, [12-10]      | Michaël Llodra Nenad Zimonjić      | Feliciano López Kei Nishikori      | Florian Mayer Andy Roddick Aleksandr Dolhopolov Matthew Ebden            |
| 17 ottobre | Stockholm Open 2011 Stoccolma, Svezia ATP World Tour 250 600 000 € - Cemento indoor - 32S/32Q/16D Singolare - Doppio            | Gaël Monfils 7-5, 3-6, 6-2                      | Jarkko Nieminen                    | Milos Raonic James Blake           | Kevin Anderson Grigor Dimitrov Tobias Kamke David Nalbandian             |
| 17 ottobre | Stockholm Open 2011 Stoccolma, Svezia ATP World Tour 250 600 000 € - Cemento indoor - 32S/32Q/16D Singolare - Doppio            | Rohan Bopanna Aisam-ul-Haq Qureshi 6-1, 6-3     | Marcelo Melo Bruno Soares          | Milos Raonic James Blake           | Kevin Anderson Grigor Dimitrov Tobias Kamke David Nalbandian             |
| 17 ottobre | Kremlin Cup 2011 Mosca, Russia ATP World Tour 250 1 080 500 $ - Cemento indoor - 32S/32Q/16D Singolare - Doppio                 | Janko Tipsarević 6-4, 6-2                       | Viktor Troicki                     | Nikolaj Davydenko Jérémy Chardy    | Dmitrij Tursunov Michael Berrer Philipp Kohlschreiber Alex Bogomolov Jr. |
| 17 ottobre | Kremlin Cup 2011 Mosca, Russia ATP World Tour 250 1 080 500 $ - Cemento indoor - 32S/32Q/16D Singolare - Doppio                 | František Čermák Filip Polášek 6-3, 6-1         | Carlos Berlocq David Marrero       | Nikolaj Davydenko Jérémy Chardy    | Dmitrij Tursunov Michael Berrer Philipp Kohlschreiber Alex Bogomolov Jr. |
| 24 ottobre | St. Petersburg Open 2011 San Pietroburgo, Russia ATP World Tour 250 750 000 $ - Cemento indoor - 32S/32Q/16D Singolare - Doppio | Marin Čilić 6-3, 3-6, 6-2                       | Janko Tipsarević                   | Michail Južnyj Alex Bogomolov Jr.  | Adrian Mannarino Andreas Seppi Dušan Lajović Potito Starace              |
| 24 ottobre | St. Petersburg Open 2011 San Pietroburgo, Russia ATP World Tour 250 750 000 $ - Cemento indoor - 32S/32Q/16D Singolare - Doppio | Colin Fleming Ross Hutchins 6-3, 6(5)–7, [10-8] | Michail Elgin Aleksandr Kudrjavcev | Michail Južnyj Alex Bogomolov Jr.  | Adrian Mannarino Andreas Seppi Dušan Lajović Potito Starace              |
| 24 ottobre | Vienna Open 2011 Vienna, Austria ATP World Tour 250 574 750 € - Cemento indoor - 32S/32Q/16D Singolare - Doppio                 | Jo-Wilfried Tsonga 6(5)–7, 6-3, 6-4             | Juan Martín del Potro              | Daniel Brands Kevin Anderson       | Xavier Malisse Steve Darcis Jürgen Melzer Tommy Haas                     |
| 24 ottobre | Vienna Open 2011 Vienna, Austria ATP World Tour 250 574 750 € - Cemento indoor - 32S/32Q/16D Singolare - Doppio                 | Bob Bryan Mike Bryan 7–6(10), 6-3               | Maks Mirny Daniel Nestor           | Daniel Brands Kevin Anderson       | Xavier Malisse Steve Darcis Jürgen Melzer Tommy Haas                     |
| 31 ottobre | Valencia Open 500 2011 Valencia, Spagna ATP World Tour 500 2 019 000 € - Cemento indoor - 32S/32Q/16D Singolare - Doppio        | Marcel Granollers 6–2, 4–6, 7–6(3)              | Juan Mónaco                        | David Ferrer Juan Martín del Potro | Nikolaj Davydenko Juan Carlos Ferrero Gaël Monfils Sam Querrey           |
| 31 ottobre | Valencia Open 500 2011 Valencia, Spagna ATP World Tour 500 2 019 000 € - Cemento indoor - 32S/32Q/16D Singolare - Doppio        | Bob Bryan Mike Bryan 6–4, 7–6(9)                | Eric Butorac Jean-Julien Rojer     | David Ferrer Juan Martín del Potro | Nikolaj Davydenko Juan Carlos Ferrero Gaël Monfils Sam Querrey           |
| 31 ottobre | Swiss Indoors Basel 2011 Basilea, Svizzera ATP World Tour 500 1 755 000 € - Cemento indoor - 32S/32Q/16D Singolare - Doppio     | Roger Federer 6–1, 6–3                          | Kei Nishikori                      | Novak Đoković Stan Wawrinka        | Marcos Baghdatis Michail Kukuškin Andy Roddick Florian Mayer             |
| 31 ottobre | Swiss Indoors Basel 2011 Basilea, Svizzera ATP World Tour 500 1 755 000 € - Cemento indoor - 32S/32Q/16D Singolare - Doppio     | Michaël Llodra Nenad Zimonjić 6–4, 7–5          | Maks Mirny Daniel Nestor           | Novak Đoković Stan Wawrinka        | Marcos Baghdatis Michail Kukuškin Andy Roddick Florian Mayer             |

### Novembre
| Settimana   | Torneo | Campioni                                    | Finalisti                            | Semifinalisti              | Eliminati ai quarti                                                                                   |
| ----------- | --- | ------------------------------------------- | ------------------------------------ | -------------------------- | --- |
| 7 novembre  | BNP Paribas Masters 2011 Parigi, Francia ATP World Tour Masters 1000 2 750 000 $ - Cemento indoor - 48S/24Q/24D Singolare - Doppio  | Roger Federer 6-1, 7–6(3)                   | Jo-Wilfried Tsonga                   | Tomáš Berdych John Isner   | Novak Đoković David Ferrer Juan Mónaco Andy Murray                                                    |
| 7 novembre  | BNP Paribas Masters 2011 Parigi, Francia ATP World Tour Masters 1000 2 750 000 $ - Cemento indoor - 48S/24Q/24D Singolare - Doppio  | Rohan Bopanna Aisam-ul-Haq Qureshi 6-2, 6-4 | Julien Benneteau Nicolas Mahut       | Tomáš Berdych John Isner   | Novak Đoković David Ferrer Juan Mónaco Andy Murray                                                    |
| 14 novembre | Nessun torneo | Nessun torneo                               | Nessun torneo                        | Nessun torneo              | Nessun torneo                                                                                         |
| 21 novembre | ATP World Tour Finals 2011 Londra, Gran Bretagna ATP World Tour Finals 2 227 500 £ - Cemento indoor - 8S/8D (RR) Singolare - Doppio | Roger Federer 6–3, 6(6)–7, 6–3              | Jo-Wilfried Tsonga                   | Tomáš Berdych David Ferrer | Perdenti al Round Robin Novak Đoković Andy Murray (ritirato) Janko Tipsarević Rafael Nadal Mardy Fish |
| 21 novembre | ATP World Tour Finals 2011 Londra, Gran Bretagna ATP World Tour Finals 2 227 500 £ - Cemento indoor - 8S/8D (RR) Singolare - Doppio | Maks Mirny Daniel Nestor 7–5, 6–3           | Mariusz Fyrstenberg Marcin Matkowski | Tomáš Berdych David Ferrer | Perdenti al Round Robin Novak Đoković Andy Murray (ritirato) Janko Tipsarević Rafael Nadal Mardy Fish |

### Dicembre
| Settimana  | Torneo                                                 | Campioni   | Finalisti | Semifinalisti | Eliminati ai quarti |
| ---------- | ------------------------------------------------------ | ---------- | --------- | ------------- | ------------------- |
| 4 dicembre | Finale Coppa Davis 2011 Siviglia, Spagna – Terra rossa | Spagna 3–1 | Argentina |               |                     |

## Informazioni statistiche

### Titoli vinti per giocatore
| Titoli | Giocatore             | S | D | X | S | D | S | D | S | D | S | D | S  | D | X |
| ------ | --------------------- | - | - | - | - | - | - | - | - | - | - | - | -- | - | - |
| 10     | Novak Đoković         | ● |   |   |   |   | ● |   | ● |   | ● |   | 10 | 0 | 0 |
| 8      | Bob Bryan             |   | ● |   |   |   |   | ● |   | ● |   | ● | 0  | 8 | 0 |
| 8      | Mike Bryan            |   | ● |   |   |   |   | ● |   | ● |   | ● | 0  | 8 | 0 |
| 6      | Andy Murray           |   |   |   |   |   | ● |   | ● | ● | ● |   | 5  | 1 | 0 |
| 5      | Daniel Nestor         |   | ● | ● |   | ● |   | ● |   | ● |   |   | 0  | 4 | 1 |
| 4      | Rafael Nadal          | ● |   |   |   |   | ● |   | ● |   |   | ● | 3  | 1 | 0 |
| 4      | Maks Mirny            |   | ● |   |   | ● |   | ● |   | ● |   |   | 0  | 4 | 0 |
| 4      | Jürgen Melzer         |   | ● | ● |   |   |   |   |   | ● |   | ● | 0  | 3 | 1 |
| 4      | Roger Federer         |   |   |   | ● |   | ● |   | ● |   | ● |   | 4  | 0 | 0 |
| 4      | Scott Lipsky          |   |   | ● |   |   |   |   |   | ● |   | ● | 0  | 3 | 1 |
| 4      | Michaël Llodra        |   |   |   |   |   |   | ● |   | ● |   |   | 0  | 4 | 0 |
| 4      | Nenad Zimonjić        |   |   |   |   |   |   | ● |   | ● |   |   | 0  | 4 | 0 |
| 4      | Aisam-ul-Haq Qureshi  |   |   |   |   |   |   | ● |   |   |   | ● | 0  | 4 | 0 |
| 4      | Robin Söderling       |   |   |   |   |   |   |   | ● |   | ● |   | 4  | 0 | 0 |
| 4      | Horia Tecău           |   |   |   |   |   |   |   |   | ● |   | ● | 0  | 4 | 0 |
| 4      | František Čermák      |   |   |   |   |   |   |   |   |   |   | ● | 0  | 4 | 0 |
| 3      | Philipp Petzschner    |   | ● |   |   |   |   |   |   | ● |   | ● | 0  | 3 | 0 |
| 3      | Mahesh Bhupathi       |   |   |   |   |   |   | ● |   |   |   | ● | 0  | 3 | 0 |
| 3      | Leander Paes          |   |   |   |   |   |   | ● |   |   |   | ● | 0  | 3 | 0 |
| 3      | John Isner            |   |   |   |   |   |   | ● |   |   | ● |   | 2  | 1 | 0 |
| 3      | Rohan Bopanna         |   |   |   |   |   |   | ● |   |   |   | ● | 0  | 3 | 0 |
| 3      | Marcel Granollers     |   |   |   |   |   |   |   | ● |   | ● | ● | 2  | 1 | 0 |
| 3      | Oliver Marach         |   |   |   |   |   |   |   |   | ● |   | ● | 0  | 3 | 0 |
| 3      | Nicolás Almagro       |   |   |   |   |   |   |   |   |   | ● |   | 3  | 0 | 0 |
| 3      | Daniele Bracciali     |   |   |   |   |   |   |   |   |   |   | ● | 0  | 3 | 0 |
| 3      | Eric Butorac          |   |   |   |   |   |   |   |   |   |   | ● | 0  | 3 | 0 |
| 3      | Filip Polášek         |   |   |   |   |   |   |   |   |   |   | ● | 0  | 4 | 0 |
| 3      | Jean-Julien Rojer     |   |   |   |   |   |   |   |   |   |   | ● | 0  | 3 | 0 |
| 2      | Aleksandr Dolhopolov  |   |   |   |   |   |   | ● |   |   | ● |   | 1  | 1 | 0 |
| 2      | Xavier Malisse        |   |   |   |   |   |   | ● |   |   |   | ● | 0  | 2 | 0 |
| 2      | David Ferrer          |   |   |   |   |   |   |   | ● |   | ● |   | 2  | 0 | 0 |
| 2      | Gilles Simon          |   |   |   |   |   |   |   | ● |   | ● |   | 2  | 0 | 0 |
| 2      | Santiago González     |   |   |   |   |   |   |   |   | ● |   | ● | 0  | 2 | 0 |
| 2      | Jamie Murray          |   |   |   |   |   |   |   |   | ● |   | ● | 0  | 2 | 0 |
| 2      | Juan Martín del Potro |   |   |   |   |   |   |   |   |   | ● |   | 2  | 0 | 0 |
| 2      | Janko Tipsarević      |   |   |   |   |   |   |   |   |   | ● |   | 2  | 0 | 0 |
| 2      | Jo-Wilfried Tsonga    |   |   |   |   |   |   |   |   |   | ● |   | 2  | 0 | 0 |
| 2      | Robin Haase           |   |   |   |   |   |   |   |   |   | ● | ● | 1  | 1 | 0 |
| 2      | Tommy Robredo         |   |   |   |   |   |   |   |   |   | ● | ● | 1  | 1 | 0 |
| 2      | Simone Bolelli        |   |   |   |   |   |   |   |   |   |   | ● | 0  | 2 | 0 |
| 2      | Lukáš Dlouhý          |   |   |   |   |   |   |   |   |   |   | ● | 0  | 2 | 0 |
| 2      | Matthew Ebden         |   |   |   |   |   |   |   |   |   |   | ● | 0  | 2 | 0 |
| 2      | Jonathan Erlich       |   |   |   |   |   |   |   |   |   |   | ● | 0  | 2 | 0 |
| 2      | Paul Hanley           |   |   |   |   |   |   |   |   |   |   | ● | 0  | 2 | 0 |
| 2      | Robert Lindstedt      |   |   |   |   |   |   |   |   |   |   | ● | 0  | 2 | 0 |
| 2      | Marcelo Melo          |   |   |   |   |   |   |   |   |   |   | ● | 0  | 2 | 0 |
| 2      | Andy Ram              |   |   |   |   |   |   |   |   |   |   | ● | 0  | 2 | 0 |
| 2      | Rajeev Ram            |   |   |   |   |   |   |   |   |   |   | ● | 0  | 2 | 0 |
| 2      | Bruno Soares          |   |   |   |   |   |   |   |   |   |   | ● | 0  | 2 | 0 |
| 1      | Jack Sock             |   |   | ● |   |   |   |   |   |   |   |   | 0  | 0 | 1 |
| 1      | Sam Querrey           |   |   |   |   |   |   | ● |   |   |   |   | 0  | 1 | 0 |
| 1      | Tomáš Berdych         |   |   |   |   |   |   |   | ● |   |   |   | 1  | 0 | 0 |
| 1      | Andy Roddick          |   |   |   |   |   |   |   | ● |   |   |   | 1  | 0 | 0 |
| 1      | Radek Štěpánek        |   |   |   |   |   |   |   | ● |   |   |   | 1  | 0 | 0 |
| 1      | Victor Hănescu        |   |   |   |   |   |   |   |   | ● |   |   | 0  | 1 | 0 |
| 1      | Alexander Peya        |   |   |   |   |   |   |   |   | ● |   |   | 0  | 1 | 0 |
| 1      | Serhij Stachovs'kyj   |   |   |   |   |   |   |   |   | ● |   |   | 0  | 1 | 0 |
| 1      | Michail Južnyj        |   |   |   |   |   |   |   |   | ● |   |   | 0  | 1 | 0 |
| 1      | Kevin Anderson        |   |   |   |   |   |   |   |   |   | ● |   | 1  | 0 | 0 |
| 1      | Pablo Andújar         |   |   |   |   |   |   |   |   |   | ● |   | 1  | 0 | 0 |
| 1      | Marin Čilić           |   |   |   |   |   |   |   |   |   | ● |   | 1  | 0 | 0 |
| 1      | Nikolaj Davydenko     |   |   |   |   |   |   |   |   |   | ● |   | 1  | 0 | 0 |
| 1      | Ivan Dodig            |   |   |   |   |   |   |   |   |   | ● |   | 1  | 0 | 0 |
| 1      | Juan Carlos Ferrero   |   |   |   |   |   |   |   |   |   | ● |   | 1  | 0 | 0 |
| 1      | Mardy Fish            |   |   |   |   |   |   |   |   |   | ● |   | 1  | 0 | 0 |
| 1      | Ernests Gulbis        |   |   |   |   |   |   |   |   |   | ● |   | 1  | 0 | 0 |
| 1      | Philipp Kohlschreiber |   |   |   |   |   |   |   |   |   | ● |   | 1  | 0 | 0 |
| 1      | Florian Mayer         |   |   |   |   |   |   |   |   |   | ● |   | 1  | 0 | 0 |
| 1      | Gaël Monfils          |   |   |   |   |   |   |   |   |   | ● |   | 1  | 0 | 0 |
| 1      | Milos Raonic          |   |   |   |   |   |   |   |   |   | ● |   | 1  | 0 | 0 |
| 1      | Andreas Seppi         |   |   |   |   |   |   |   |   |   | ● |   | 1  | 0 | 0 |
| 1      | Ryan Sweeting         |   |   |   |   |   |   |   |   |   | ● |   | 1  | 0 | 0 |
| 1      | Dmitrij Tursunov      |   |   |   |   |   |   |   |   |   | ● |   | 1  | 0 | 0 |
| 1      | Stan Wawrinka         |   |   |   |   |   |   |   |   |   | ● |   | 1  | 0 | 0 |
| 1      | Alex Bogomolov Jr.    |   |   |   |   |   |   |   |   |   |   | ● | 0  | 1 | 0 |
| 1      | James Cerretani       |   |   |   |   |   |   |   |   |   |   | ● | 0  | 1 | 0 |
| 1      | Colin Fleming         |   |   |   |   |   |   |   |   |   |   | ● | 0  | 1 | 0 |
| 1      | Fabio Fognini         |   |   |   |   |   |   |   |   |   |   | ● | 0  | 1 | 0 |
| 1      | Ryan Harrison         |   |   |   |   |   |   |   |   |   |   | ● | 0  | 1 | 0 |
| 1      | Ross Hutchins         |   |   |   |   |   |   |   |   |   |   | ● | 0  | 1 | 0 |
| 1      | Mark Knowles          |   |   |   |   |   |   |   |   |   |   | ● | 0  | 1 | 0 |
| 1      | Marc López            |   |   |   |   |   |   |   |   |   |   | ● | 0  | 1 | 0 |
| 1      | Leonardo Mayer        |   |   |   |   |   |   |   |   |   |   | ● | 0  | 1 | 0 |
| 1      | Dick Norman           |   |   |   |   |   |   |   |   |   |   | ● | 0  | 1 | 0 |
| 1      | André Sá              |   |   |   |   |   |   |   |   |   |   | ● | 0  | 1 | 0 |
| 1      | Adil Shamasdin        |   |   |   |   |   |   |   |   |   |   | ● | 0  | 1 | 0 |
| 1      | Ken Skupski           |   |   |   |   |   |   |   |   |   |   | ● | 0  | 1 | 0 |
| 1      | Potito Starace        |   |   |   |   |   |   |   |   |   |   | ● | 0  | 1 | 0 |
| 1      | Horacio Zeballos      |   |   |   |   |   |   |   |   |   |   | ● | 0  | 1 | 0 |

### Titoli vinti per nazione
| Totale | Nazione     | S | D | M | S | D | S | D | S | D | S | D  | S  | D  | M |
| ------ | ----------- | - | - | - | - | - | - | - | - | - | - | -- | -- | -- | - |
| 25     | Stati Uniti |   | 2 | 2 |   |   |   | 3 | 1 | 2 | 4 | 11 | 5  | 18 | 2 |
| 16     | Serbia      | 3 |   |   |   |   | 5 | 1 | 1 | 3 | 3 |    | 12 | 4  | 0 |
| 15     | Spagna      | 1 |   |   |   |   | 1 |   | 3 |   | 8 | 2  | 13 | 2  | 0 |
| 9      | Regno Unito |   |   |   |   |   | 2 |   | 1 | 1 | 2 | 3  | 5  | 4  | 0 |
| 9      | Francia     |   |   |   |   |   |   | 1 | 1 | 3 | 4 |    | 5  | 4  | 0 |
| 8      | Rep. Ceca   |   |   |   |   |   |   |   | 2 |   |   | 6  | 2  | 6  | 0 |
| 7      | Canada      |   | 1 | 1 |   | 1 |   | 1 |   | 1 | 1 | 1  | 1  | 5  | 1 |
| 7      | Austria     |   | 1 | 1 |   |   |   |   |   | 2 |   | 3  | 0  | 6  | 1 |
| 6      | India       |   |   |   |   |   |   | 3 |   |   |   | 3  | 0  | 6  | 0 |
| 6      | Svezia      |   |   |   |   |   |   |   | 1 |   | 3 | 2  | 4  | 2  | 0 |
| 6      | Italia      |   |   |   |   |   |   |   |   |   | 1 | 5  | 1  | 5  | 0 |
| 5      | Germania    |   | 1 |   |   |   |   |   |   | 1 | 2 | 1  | 2  | 3  | 0 |
| 5      | Svizzera    |   |   |   | 1 |   | 1 |   | 1 |   | 2 |    | 5  | 0  | 0 |
| 4      | Bielorussia |   | 1 |   |   | 1 |   | 1 |   | 1 |   |    | 0  | 4  | 0 |
| 4      | Pakistan    |   |   |   |   |   |   | 1 |   |   |   | 3  | 0  | 4  | 0 |
| 4      | Romania     |   |   |   |   |   |   |   |   | 1 |   | 3  | 0  | 4  | 0 |
| 4      | Argentina   |   |   |   |   |   |   |   |   |   | 2 | 2  | 2  | 2  | 0 |
| 4      | Australia   |   |   |   |   |   |   |   |   |   |   | 4  | 0  | 4  | 0 |
| 3      | Brasile     |   |   |   |   |   |   |   |   |   |   | 3  | 0  | 3  | 0 |
| 3      | Belgio      |   |   |   |   |   |   | 1 |   |   |   | 2  | 0  | 3  | 0 |
| 3      | Ucraina     |   |   |   |   |   |   | 1 |   | 1 | 1 |    | 1  | 2  | 0 |
| 3      | Russia      |   |   |   |   |   |   |   |   | 1 | 2 |    | 2  | 1  | 0 |
| 3      | Curaçao     |   |   |   |   |   |   |   |   |   |   | 3  | 0  | 3  | 0 |
| 3      | Slovacchia  |   |   |   |   |   |   |   |   |   |   | 3  | 0  | 3  | 0 |
| 2      | Croazia     |   |   |   |   |   |   |   |   |   | 2 |    | 2  | 0  | 0 |
| 2      | Paesi Bassi |   |   |   |   |   |   |   |   |   | 1 | 1  | 1  | 1  | 0 |
| 2      | Israele     |   |   |   |   |   |   |   |   |   |   | 2  | 0  | 2  | 0 |
| 2      | Messico     |   |   |   |   |   |   |   |   | 1 |   | 1  | 0  | 2  | 0 |
| 1      | Lettonia    |   |   |   |   |   |   |   |   |   | 1 |    | 1  | 0  | 0 |
| 1      | Sudafrica   |   |   |   |   |   |   |   |   |   | 1 |    | 1  | 0  | 0 |
| 1      | Bahamas     |   |   |   |   |   |   |   |   |   |   | 1  | 0  | 1  | 0 |

### Informazioni sui titoli
I giocatori sottoelencati hanno vinto il loro primo titolo in carriera in singolo, doppio o in doppio misto:
- Adil Shamasdin – Johannesburg (doppio)
- Kevin Anderson – Johannesburg (singolare)
- Ivan Dodig – Zagabria (singolare)
- Milos Raonic – San Jose (singolare)
- Robin Haase – Marsiglia (doppio), Kitzbühel (singolare)
- Leonardo Mayer – Buenos Aires (doppio)
- Aleksandr Dolhopolov – Indian Wells (doppio), Umag (singolare)
- Pablo Andújar – Casablanca (singolare)
- Ryan Sweeting – Houston (singolare)
- Simone Bolelli – Monaco di Baviera (doppio)
- Scott Lipsky – Open di Francia (doppio misto)
- Andreas Seppi – Eastbourne (singolare)
- Jürgen Melzer – Torneo di Wimbledon (doppio misto)
- Matthew Ebden – Newport (doppio)
- Ryan Harrison – Newport (doppio)
- Alex Bogomolov Jr. – Atlanta (doppio)
- Alexander Peya – Amburgo (doppio)
- Fabio Fognini – Umag (doppio)
- Jack Sock – US Open (doppio misto)
- Florian Mayer – Bucarest (singolare)
- Janko Tipsarević – Kuala Lumpur (singolare)

I seguenti giocatori hanno difeso un titolo conquistato nel 2010 in singolo, doppio o doppio misto:
- Bob Bryan – Australian Open (doppio) , Houston (doppio), Madrid (doppio)
- Mike Bryan – Australian Open (doppio) , Houston (doppio), Madrid (doppio)
- Robin Söderling – Rotterdam (singolare)
- Novak Đoković – Dubai (singolare)
- Robert Lindstedt – Casablanca (doppio), Båstad (doppio)
- Horia Tecău – Casablanca (doppio), Båstad (doppio)
- Rafael Nadal – Monte Carlo (singolare), Open di Francia (singolare)
- Daniel Nestor – Open di Francia (doppio) , ATP World Tour Finals (doppio)
- Mardy Fish – Atlanta (singolare)
- Andy Murray – Shanghai (singolare)
- Roger Federer – Basilea (singolare), ATP World Tour Finals (singolare)

## Ritiri e Ritorni
I seguenti giocatori hanno annunciato il loro ritiro dal tennis professionistico durante il 2011:
- Yves Allegro
- Mario Ančić
- Simon Aspelin
- Marcos Daniel
- Ashley Fisher
- Gastón Gaudio
- Óscar Hernández
- Joachim Johansson
- Daniel Köllerer
- Stefan Koubek
- Nicolás Lapentti
- Harel Levy
- Wesley Moodie
- Thomas Muster
- Vince Spadea
- Kristof Vliegen

I seguenti giocatori sono tornati a giocare una partita ufficiale durante il 2011:
- Goran Ivanišević
- Jacco Eltingh
- Paul Haarhuis